# Liste der Landschaftsschutzgebiete in Brandenburg
Die Liste der Landschaftsschutzgebiete in Brandenburg nennt die als Landschaftsschutzgebiet ausgewiesenen Flächen im Bundesland Brandenburg.

## Liste
| Bild                                                                                       | Bezeichnung des Gebietes | Fläche in Hektar | WDPA-ID   | Koordinaten | Landkreise und Kreisfreie Städte                                            | Datum der Verordnung                          | Schutzanordnung Ministerium der Justiz-Nummer (Link zur Verordnung) |
| ------------------------------------------------------------------------------------------ | --- | ---------------- | --------- | ----------- | --------------------------------------------------------------------------- | --------------------------------------------- | --- |
|                                                                                            | Agrarlandschaft Prignitz-Stepenitz | 32886            | 389998    | Standort    | Prignitz                                                                    | 29. Januar 2009                               | Verordnung über das Landschaftsschutzgebiet „Agrarlandschaft Prignitz-Stepenitz“ des Ministeriums für Ländliche Entwicklung, Umwelt und Verbraucherschutz Brandenburg vom 15. Dezember 2008 791-8bm |
|                                                                                            | Bad Freienwalde (Waldkomplex) | 4265             | 20732     | Standort    | Märkisch-Oderland                                                           | 12. Januar 1965                               | Beschluss Nr. 7-1/65 des Rates des Bezirkes Frankfurt (Oder) vom 12. Januar 1965 |
|                                                                                            | Barnimer Heide | 12548            | 319792    | Standort    | Barnim, Märkisch-Oderland                                                   | 10. April 1998                                | Verordnung über das Landschaftsschutzgebiet Barnimer Heide des Ministeriums für Umwelt, Naturschutz und Raumordnung vom 13. März 1998 791-8an |
| weitere Bilder                                                                             | Baruther Urstromtal und Luckenwalder Heide | 29432            | 344850    | Standort    | Teltow-Fläming                                                              | 19. Februar 2005                              | Verordnung über das Landschaftsschutzgebiet Baruther Urstromtal und Luckenwalder Heide des Landkreises Teltow-Fläming vom 14. Februar 2005 |
|                                                                                            | Bärwalder Ländchen | 820              | 319797    | Standort    | Teltow-Fläming                                                              | 5. November 1969                              | Beschluss Nr. 276-20/69 des Rates des Bezirkes Potsdam vom 5. November 1969 |
|                                                                                            | Bergbaufolgelandschaft Schlabendorf-Seese | 4741             | 319879    | Standort    | Dahme-Spreewald, Oberspreewald-Lausitz                                      | 18. September 1997                            | Verordnung über das Landschaftsschutzgebiet Bergbaufolgelandschaft Schlabendorf-Seese des Ministeriums für Umwelt, Naturschutz und Raumordnung vom 7. August 1997 791-8ag |
| LSG Biegener Hellen                                                                        | Biegener Hellen | 360              | 319920    | Standort    | Frankfurt (Oder), Oder-Spree                                                | 1. Mai 1984                                   | Beschluss Nr. 86 des Bezirkstages Frankfurt/Oder vom 22. März 1984 |
| weitere Bilder                                                                             | Biosphärenreservat Schorfheide-Chorin | 129084           | 319939    | Standort    | Barnim, Märkisch-Oderland, Oberhavel, Uckermark                             | 1. Oktober 1990                               | Verordnung über die Festsetzung von Naturschutzgebieten und einem Landschaftsschutzgebiet von zentraler Bedeutung mit der Gesamtbezeichnung Biosphärenreservat Schorfheide-Chorin des Ministerrates der Deutschen Demokratischen Republik vom 12. September 1990 m791-7bi+ |
| Spreewald                                                                                  | Biosphärenreservat Spreewald | 47350            | 319940    | Standort    | Dahme-Spreewald, Oberspreewald-Lausitz, Spree-Neiße                         | 1. Oktober 1990 14. Dezember 2011             | Verordnung über die Festsetzung von Naturschutzgebieten und einem Landschaftsgebiet von zentraler Bedeutung mit der Gesamtbezeichnung „Biosphärenreservat Spreewald“ des Ministerrates der Deutschen Demokratischen Republik vom 12. September 1990 zuletzt geändert durch die Zweite Änderung des Erlasses über die Anwendung des § 7 Absatz 1 Nummer 3 der Verordnung über die Festsetzung von Naturschutzgebieten und einem Landschaftsschutzgebiet von zentraler Bedeutung mit der Gesamtbezeichnung „Biosphärenreservat Spreewald“ des Ministeriums für Umwelt, Gesundheit und Verbraucherschutz vom 7. November 2011 791-7bh+ |
|                                                                                            | Blumberger Forst | 1922             | 20735     | Standort    | Uckermark                                                                   | 12. Januar 1965                               | Beschluss Nr. 7-1/65 des Rates des Bezirkes Frankfurt (Oder) vom 12. Januar 1965 |
| LSG Brandenburger Osthavelniederung                                                        | Brandenburger Osthavelniederung | 9381             | 320054    | Standort    | Brandenburg an der Havel, Potsdam-Mittelmark                                | 26. September 1998                            | Verordnung über das Landschaftsschutzgebiet Brandenburger Osthavelniederung des Ministeriums für Umwelt, Naturschutz und Raumordnung vom 21. Juli 1998 791-8at |
| Blick über den Breitlingsee nach Kirchmöser                                                | Brandenburger Wald- und Seengebiet | 9979             | 20738     | Standort    | Brandenburg an der Havel, Havelland, Potsdam-Mittelmark                     | 15. Mai 2002                                  | Verordnung über das Landschaftsschutzgebiet Brandenburger Wald- und Seengebiet des Ministeriums für Landwirtschaft, Umweltschutz und Raumordnung Brandenburg vom 25. Februar 2002 791-8bd |
| LSG Brandenburgische Elbtalaue                                                             | Brandenburgische Elbtalaue | 53343            | 320055    | Standort    | Prignitz                                                                    | 29. Oktober 1998                              | Verordnung über das Landschaftsschutzgebiet Brandenburgische Elbtalaue des Ministeriums für Umwelt, Naturschutz und Raumordnung vom 25. September 1998 791-8au |
|                                                                                            | Branitzer Parklandschaft | 563              | 320057    | Standort    | Cottbus                                                                     | 1. Mai 1968                                   | Beschluss Nr. 03-2/68 des Rates des Bezirkes Cottbus vom 24. April 1968 |
|                                                                                            | Briesensee | 588              | 320091    | Standort    | Dahme-Spreewald                                                             | 1. Mai 1968                                   | Beschluss Nr. 03-2/68 des Rates des Bezirkes Cottbus vom 24. April 1968 |
|                                                                                            | Brohmer Berge | 217              | 320101    | Standort    | Uckermark                                                                   | 30. Oktober 1990                              | Entscheidung über die Festsetzung des Landschaftsschutzgebietes Brohmer Berge vom 30. Oktober 1990 |
|                                                                                            | Bürgerheide | 702              | 320203    | Standort    | Elbe-Elster                                                                 | 1. Mai 1968                                   | Beschluss Nr. 03-2/68 des Rates des Bezirkes Cottbus vom 24. April 1968 |
|                                                                                            | Calau/Altdöbern/Reddern | 4783             | 20741     | Standort    | Oberspreewald-Lausitz                                                       | 1. Mai 1968                                   | Beschluss Nr. 03-2/68 des Rates des Bezirkes Cottbus vom 24. April 1968 |
| weitere Bilder                                                                             | Dahme-Heideseen | 56656            | 320264    | Standort    | Dahme-Spreewald, Oder-Spree                                                 | 17. Juli 1998 24. Juli 2012                   | Verordnung über das Landschaftsschutzgebiet Dahme-Heideseen des Ministeriums für Umwelt, Naturschutz und Raumordnung vom 11. Juni 1998 zuletzt geändert durch die Berichtigung der Sechsten Verordnung zur Änderung der Verordnung über das Landschaftsschutzgebiet Dahme-Heideseen des Ministeriums für Umwelt, Gesundheit und Verbraucherschutz vom 18. Juli 2012 791-8ar |
| weitere Bilder                                                                             | Diedersdorfer Heide und Großbeerener Graben | 5482             | 320357    | Standort    | Teltow-Fläming                                                              | 7. April 1998 23. November 2012               | Verordnung über das Landschaftsschutzgebiet Diedersdorfer Heide und Großbeerener Graben des Ministeriums für Umwelt, Naturschutz und Raumordnung vom 27. Februar 1998 zuletzt geändert durch die Berichtigung der Dritten Verordnung zur Änderung der Verordnung über das Landschaftsschutzgebiet Diedersdorfer Heide und Großbeerener Graben des Ministeriums für Umwelt, Gesundheit und Verbraucherschutz vom 20. November 2012 791-8am |
|                                                                                            | Diehloer Höhen | 495              | 320358    | Standort    | Oder-Spree                                                                  | 8. Februar 1957                               | Beschluss Nr. 8-3/57 des Rates des Bezirkes Frankfurt/Oder vom 8. Februar 1957 |
|                                                                                            | Dorchetal und Fasanenwald (Neuzelle) | 715              | 320402    | Standort    | Oder-Spree                                                                  | 12. Januar 1965                               | Beschluss Nr. 7-1/65 des Rates des Bezirkes Frankfurt (Oder) vom 12. Januar 1965 |
|                                                                                            | Ehemaliges Grubengelände Finkenheerd | 2142             | 320527    | Standort    | Frankfurt (Oder), Oder-Spree                                                | 1. Oktober 1960                               | Beschluss Nr. 122-18/60 des Rates des Bezirkes Frankfurt (O) vom 8. September 1960 |
|                                                                                            | Elbaue Mühlberg | 2406             | 20754     | Standort    | Elbe-Elster                                                                 | 26. November 2003                             | Verordnung über das Landschaftsschutzgebiet Elbaue Mühlberg des Ministeriums für Landwirtschaft, Umweltschutz und Raumordnung Brandenburg vom 30. Oktober 2003 791-8bi |
|                                                                                            | Elsteraue | 5947             | 320610    | Standort    | Elbe-Elster                                                                 | 21. Mai 1996                                  | Verordnung über das Landschaftsschutzgebiet Elsteraue des Ministeriums für Umwelt, Naturschutz und Raumordnung vom 29. April 1996 791-8ad |
|                                                                                            | Elsteraue und Teichlandschaft um Bad Liebenwerda | 1440             | 20758     | Standort    | Elbe-Elster                                                                 | 1. Mai 1968                                   | Beschluss Nr. 03-2/68 des Rates des Bezirkes Cottbus vom 24. April 1968 |
|                                                                                            | Elsteraue zwischen Herzberg und Übigau | 2117             | 20759     | Standort    | Elbe-Elster                                                                 | 1. Mai 1968                                   | Beschluss Nr. 03-2/68 des Rates des Bezirkes Cottbus vom 24. April 1968 |
| weitere Bilder                                                                             | Elsterniederung und westliche Oberlausitzer Heide zwischen Senftenberg und Ortrand                                                                        | 26189            | 320614    | Standort    | Oberspreewald-Lausitz                                                       | 15. Juli 1987                                 | Beschluss Nr. 05-8/87 des Rates des Bezirkes Cottbus vom 15. Juli 1987 |
|                                                                                            | Fauler See, Märkischer Naturgarten, Güldendorfer Mühlental, Eichwald und Buschmühle                                                                       | 605              | 320747    | Standort    | Frankfurt (Oder)                                                            | 17. Februar 1956                              | Beschluss Nr. 9-5/56 des Rates des Bezirkes Frankfurt/Oder vom 17. Februar 1956 |
| weitere Bilder                                                                             | Fürstenberger Wald- und Seengebiet | 45738            | 320935    | Standort    | Oberhavel, Uckermark                                                        | 11. November 1999                             | Verordnung über das Landschaftsschutzgebiet Fürstenberger Wald- und Seengebiet des Ministeriums für Umwelt, Naturschutz und Raumordnung vom 28. September 1999 791-8ay |
|                                                                                            | Gamengrund | 1668             | 20769     | Standort    | Barnim, Märkisch-Oderland                                                   | 12. Januar 1965                               | Beschluss Nr. 7-1/65 des Rates des Bezirkes Frankfurt (Oder) vom 12. Januar 1965 |
|                                                                                            | Göhlensee | 245              | 321116    | Standort    | Spree-Neiße                                                                 | 1. Mai 1968                                   | Beschluss Nr. 03-2/68 des Rates des Bezirkes Cottbus vom 24. April 1968 |
|                                                                                            | Görnsee und Görnberg | 44               | 321130    | Standort    | Potsdam-Mittelmark                                                          | 19. Oktober 1972                              | Beschluss Nr. 18/72 des Bezirkstages Potsdam vom 19. Oktober 1972 |
|                                                                                            | Groß-Leuthener See und Dollgen See | 835              | 321213    | Standort    | Dahme-Spreewald                                                             | 1. Mai 1968                                   | Beschluss Nr. 03-2/68 des Rates des Bezirkes Cottbus vom 24. April 1968 |
|                                                                                            | Groß-See | 197              | 321216    | Standort    | Spree-Neiße                                                                 | 1. Mai 1968                                   | Beschluss Nr. 03-2/68 des Rates des Bezirkes Cottbus vom 24. April 1968 |
|                                                                                            | Grubenseen in der Rückersdorfer Heide | 26               | 321220    | Standort    | Elbe-Elster                                                                 | 1. Mai 1968                                   | Beschluss Nr. 03-2/68 des Rates des Bezirkes Cottbus vom 24. April 1968 |
|                                                                                            | Gubener Fließtäler | 3708             | 20778     | Standort    | Spree-Neiße                                                                 | 1. Juni 1995                                  | Rechtsverordnung zum Landschaftsschutzgebiet Gubener Fließtäler des Landkreises Spree-Neiße vom 31. Mai 1995 |
|                                                                                            | Hochmoor | 24               | 321642    | Standort    | Elbe-Elster                                                                 | 1. Mai 1968                                   | Beschluss Nr. 03-2/68 des Rates des Bezirkes Cottbus vom 24. April 1968 |
|                                                                                            | Hohenleipisch-Sornoer-Altmoränenlandschaft | 10485            | 321702    | Standort    | Elbe-Elster                                                                 | 21. Mai 1996                                  | Verordnung über das Landschaftsschutzgebiet Hohenleipisch-Sornoer-Altmoränenlandschaft des Ministeriums für Umwelt, Naturschutz und Raumordnung vom 29. April 1996 791-8ac |
|                                                                                            | Hoher Fläming - Belziger Landschaftswiesen | 75245            | 321710    | Standort    | Potsdam-Mittelmark                                                          | 3. Dezember 1997                              | Verordnung über das Landschaftsschutzgebiet Hoher Fläming – Belziger Landschaftswiesen des Ministeriums für Umwelt, Naturschutz und Raumordnung vom 17. November 1997 791-8ah |
|                                                                                            | Hügelgebiet um den Langen Berg | 290              | 321803    | Standort    | Elbe-Elster                                                                 | 1. Mai 1968                                   | Beschluss Nr. 03-2/68 des Rates des Bezirkes Cottbus vom 24. April 1968 |
|                                                                                            | Ketziner Bruchlandschaft | 1864             | 322099    | Standort    | Havelland                                                                   | 2. Juli 1992                                  | Satzung des Kreistages Nauen i. V. m. Beschluss-Nr. 213/92 des Kreistages Nauen des Landkreises Nauen vom 25. Juni 1992 |
|                                                                                            | Kiebitzer Baggerteich | 180              | 322107    | Standort    | Elbe-Elster                                                                 | 1. Mai 1968                                   | Beschluss Nr. 03-2/68 des Rates des Bezirkes Cottbus vom 24. April 1968 |
|                                                                                            | Kiesgruben Eisenhüttenstadt | 115              | 322115    | Standort    | Oder-Spree                                                                  | 2. September 1992                             | Satzung zum Landschaftsschutzgebiet Kiesgruben Eisenhüttenstadt vom 6. August 1992 |
| Seeburger Agrarlandschaft                                                                  | Königswald mit Havelseen und Seeburger Agrarlandschaft | 9923             | 322276    | Standort    | Potsdam, Havelland                                                          | 8. Januar 1999                                | Verordnung über das Landschaftsschutzgebiet Königswald mit Havelseen und Seeburger Agrarlandschaft des Ministeriums für Umwelt, Naturschutz und Raumordnung vom 30. November 1998 791-8av |
| Körbaer Teich                                                                              | Körbaer Teich und Lebusaer Waldgebiet | 2306             | 20800     | Standort    | Elbe-Elster, Teltow-Fläming                                                 | 1. Mai 1968                                   | Beschluss Nr. 03-2/68 des Rates des Bezirkes Cottbus vom 24. April 1968 |
|                                                                                            | Köthener See | 17               | 20801     | Standort    | Dahme-Spreewald                                                             | 1. August 1966                                | Beschluss Nr. 149-14/66 des Rates des Bezirkes Potsdam vom 20. Juli 1966 |
|                                                                                            | Krahner Busch | 245              | 322296    | Standort    | Potsdam-Mittelmark                                                          | 30. Januar 1959                               | Beschluss Nr. 31-6/59 des Rates des Bezirkes Potsdam vom 30. Januar 1959 |
| weitere Bilder                                                                             | Krumme Spree | 1449             | 322344    | Standort    | Dahme-Spreewald, Oder-Spree                                                 | 28. Februar 2001                              | Verordnung über das Landschaftsschutzgebiet Krumme Spree des Ministeriums für Landwirtschaft, Umweltschutz und Raumordnung Brandenburg vom 19. Dezember 2000 791-8ba |
|                                                                                            | Kyritzer Seenkette | 1557             | 20807     | Standort    | Ostprignitz-Ruppin                                                          | 19. Oktober 1972                              | Beschluss Nr. 18/72 des Bezirkstages Potsdam vom 19. Oktober 1972 |
| Am Schlabendorfer See                                                                      | Lausitzer Grenzwall zwischen Gehren, Crinitz und Buschwiesen                                                                                              | 14429            | 20808     | Standort    | Dahme-Spreewald, Elbe-Elster, Oberspreewald-Lausitz                         | 1. Mai 1968                                   | Beschluss Nr. 03-2/68 des Rates des Bezirkes Cottbus vom 24. April 1968 |
|                                                                                            | Lehniner Wald- und Seengebiet | 2537             | 20810     | Standort    | Potsdam-Mittelmark                                                          | 28. Juni 2005                                 | Verordnung über das Landschaftsschutzgebiet Lehniner Wald- und Seengebiet des Ministeriums für Ländliche Entwicklung, Umwelt und Verbraucherschutz Brandenburg vom 19. Mai 2005 791-8bj |
|                                                                                            | Liebenberg | 7144             | 322599    | Standort    | Oberhavel                                                                   | 17. Mai 1992                                  | Satzung zur Unterschutzstellung des Landschaftsschutzgebietes Liebenberg vom 28. April 1992 |
|                                                                                            | Madlitz-Falkenhagener Seengebiet | 1034             | 20818     | Standort    | Märkisch-Oderland, Oder-Spree                                               | 12. Januar 1965                               | Beschluss Nr. 7-1/65 des Rates des Bezirkes Frankfurt (Oder) vom 12. Januar 1965 |
| Naturpark Märkische Schweiz: Rotes Luch                                                    | Märkische Schweiz | 822              | 20819     | Standort    | Märkisch-Oderland                                                           | 16. Mai 1990                                  | Beschluss Nr. 130 des Bezirkstages Frankfurt/Oder vom 14. März 1990 |
|                                                                                            | Merzdorf / Hirschfelder Waldhöhen | 2050             | 20821     | Standort    | Elbe-Elster                                                                 | 1. Mai 1968                                   | Beschluss Nr. 03-2/68 des Rates des Bezirkes Cottbus vom 24. April 1968 |
| weitere Bilder                                                                             | Müggelspree-Löcknitzer Wald- und Seengebiet | 23984            | 20777     | Standort    | Oder-Spree, Märkisch-Oderland, Dahme-Spreewald                              | 21. Dezember 2006 6. September 2013           | Verordnung über das Landschaftsschutzgebiet Müggelspree–Löcknitzer Wald- und Seengebiet des Ministeriums für Ländliche Entwicklung, Umwelt und Verbraucherschutz Brandenburg vom 6. November 2006 zuletzt geändert durch die Verordnung zur Änderung der Verordnung über das Landschaftsschutzgebiet Müggelspree−Löcknitzer Wald und Seengebiet des Ministeriums für Umwelt, Gesundheit und Verbraucherschutz vom 2. September 2013 791-8bk |
|                                                                                            | Nationalparkregion Unteres Odertal | 17725            | 323127    | Standort    | Barnim, Uckermark                                                           | 20. Februar 1998                              | Verordnung über das Landschaftsschutzgebiet Nationalparkregion Unteres Odertal des Ministeriums für Umwelt, Naturschutz und Raumordnung vom 6. Januar 1998 791-8ak |
| Naturpark Märkische Schweiz: Waldgebiet bei Neubodengrün                                   | Naturpark Märkische Schweiz | 20487            | 323133    | Standort    | Märkisch-Oderland                                                           | 1. Oktober 1990                               | Verordnung über die Festsetzung von Naturschutzgebieten und einem Landschaftsschutzgebiet von zentraler Bedeutung als Naturpark Märkische Schweiz des Ministerrates der Deutschen Demokratischen Republik vom 12. September 1990 |
| Landschaftsschutzgebiet Nauen-Brieselang-Krämer                                            | Nauen-Brieselang-Krämer | 23067            | 20833     | Standort    | Havelland, Oberhavel                                                        | 20. Februar 1998                              | Verordnung über das Landschaftsschutzgebiet Nauen-Brieselang-Krämer des Ministeriums für Umwelt, Naturschutz und Raumordnung vom 7. Januar 1998 791-8al |
|                                                                                            | Neißeaue im Kreis Forst | 1387             | 20835     | Standort    | Spree-Neiße                                                                 | 1. Mai 1968                                   | Beschluss Nr. 03-2/68 des Rates des Bezirkes Cottbus vom 24. April 1968 |
|                                                                                            | Neißeaue um Grießen | 714              | 323168    | Standort    | Spree-Neiße                                                                 | 1. Mai 1968                                   | Beschluss Nr. 03-2/68 des Rates des Bezirkes Cottbus vom 24. April 1968 |
|                                                                                            | Nexdorf-Kirchhainer-Waldlandschaft | 4234             | 323209    | Standort    | Elbe-Elster                                                                 | 21. Mai 1996                                  | Verordnung über das Landschaftsschutzgebiet Nexdorf-Kirchhainer-Waldlandschaft des Ministeriums für Umwelt, Naturschutz und Raumordnung vom 29. April 1996 791-8ab |
| Baumannspfuhl im LSG Niederungssystem des Fredersdorfer Mühlenfließes und seiner Vorfluter | Niederungssystem des Fredersdorfer Mühlenfließes und seiner Vorfluter                                                                                     | 2085             | 345185    | Standort    | Märkisch-Oderland                                                           | 16. November 2004                             | Rechtsverordnung über die Erklärung von Landschaftsteilen zum Landschaftsschutzgebiet Niederungssystem des Fredersdorfer Mühlenfließes und seiner Vorfluter sowie zu dem Naturschutzgebiet „Fredersdorfer Mühlenfließ, Langes Luch und Breites Luch“ des Landkreises Märkisch-Oderland vom 9. November 2004 |
| LSG Niederungssystem des Neuenhagener Mühlenfließes und seiner Vorfluter                   | Niederungssystem des Neuenhagener Mühlenfließes und seiner Vorfluter                                                                                      | 1556             | 323220    | Standort    | Märkisch-Oderland                                                           | 26. Juni 2003                                 | Rechtsverordnung über die Erklärung von Landschaftsteilen zum Landschaftsschutzgebiet Niederungssystem des Neuenhagener Mühlenfließes und seiner Vorfluter sowie zu den Naturschutzgebieten Langes Elsenfließ und Wegendorfer Mühlenfließ, Wiesengrund, Neuenhagener Mühlenfließ und Erpetal des Landkreises Märkisch-Oderland vom 13. Juni 2003 |
|                                                                                            | Niederungssystem des Zinndorfer Mühlenfließes und seiner Vorfluter                                                                                        | 459              | 329171    | Standort    | Märkisch-Oderland                                                           | 14. November 2001                             | Rechtsverordnung über die Erklärung von Landschaftsteilen zum Landschaftsschutzgebiet Niederungssystem des Zinndorfer Mühlenfließes und seiner Vorfluter des Landkreises Märkisch-Oderland vom 9. November 2001 |
| weitere Bilder                                                                             | Norduckermärkische Seenlandschaft | 59542            | 323281    | Standort    | Uckermark                                                                   | 28. Januar 1997                               | Verordnung über das Landschaftsschutzgebiet Norduckermärkische Seenlandschaft des Ministeriums für Umwelt, Naturschutz und Raumordnung vom 12. Dezember 1996 791-8ae |
| weitere Bilder                                                                             | Notte-Niederung | 18828            | 390323    | Standort    | Dahme-Spreewald, Teltow-Fläming                                             | 28. Oktober 2009 25. August 2009              | Verordnung über das Landschaftsschutzgebiet Notte-Niederung des Ministeriums für Umwelt, Gesundheit und verbraucherschutz vom 23. Januar 2012 zuletzt geändert durch die Verordnung zur Änderung der Verordnung über das Landschaftsschutzgebiet Notte-Niederung des Ministeriums für Umwelt, Gesundheit und Verbraucherschutz vom 22. August 2012 791-8aw |
| Der Blankensee im Herbst vom Süden                                                         | Nuthetal - Beelitzer Sander | 41622            | 323326    | Standort    | Potsdam, Potsdam-Mittelmark, Teltow-Fläming                                 | 12. März 1999 17. Juli 2012                   | Verordnung über das Landschaftsschutzgebiet Nuthetal–Beelitzer Sander des Ministeriums für Umwelt, Naturschutz und Raumordnung vom 10. Februar 1999 zuletzt geändert durch die Siebte Verordnung zur Änderung der Verordnung über das Landschaftsschutzgebiet Nuthetal–Beelitzer Sander des Ministeriums für Umwelt, Gesundheit und Verbraucherschutz vom 9. Juli 2012 791-8ax |
| weitere Bilder                                                                             | Obere Havelniederung | 26511            | 323340    | Standort    | Barnim, Oberhavel                                                           | 29. Mai 1998 23. November 2012                | Verordnung über das Landschaftsschutzgebiet Obere Havelniederung des Ministeriums für Umwelt, Naturschutz und Raumordnung vom 27. April 1998 zuletzt geändert durch die Berichtigung der Dritten Verordnung zur Änderung der Verordnung über das Landschaftsschutzgebiet Obere Havelniederung des Ministeriums für Umwelt, Gesundheit und Verbraucherschutz vom 20. November 2012 791-8ao |
|                                                                                            | Oderhänge Seelow-Lebus | 2233             | 323446    | Standort    | Märkisch-Oderland                                                           | 2. November 1992                              | Rechtsverordnung zur Ausweisung des Landschaftsschutzgebietes Oderhänge Seelow–Lebus im Landkreis Seelow des Landkreises Seelow vom 21. Oktober 1992 |
| LSG Odervorland Groß Neuendorf-Lebus                                                       | Odervorland Groß Neuendorf-Lebus | 2837             | 323447    | Standort    | Märkisch-Oderland                                                           | 2. November 1992                              | Rechtsverordnung zur Ausweisung des Landschaftsschutzgebietes Odervorland Groß Neuendorf–Lebus im Landkreis Seelow des Landkreises Seelow vom 21. Oktober 1992 |
|                                                                                            | Ölsiger Luch | 42               | 323500    | Standort    | Elbe-Elster                                                                 | 1. Mai 1968                                   | Beschluss Nr. 03-2/68 des Rates des Bezirkes Cottbus vom 24. April 1968 |
|                                                                                            | Osergebiet bei Perleberg | 165              | 323547    | Standort    | Prignitz                                                                    | 20. Dezember 2012                             | Verordnung über das Landschaftsschutzgebiet Osergebiet bei Perleberg des Landkreises Prignitz vom 7. Dezember 2012 |
| Parforceheide                                                                              | Parforceheide | 2327             | 323621    | Standort    | Potsdam, Potsdam-Mittelmark                                                 | 11. Dezember 1997 29. März 2013               | Verordnung über das Landschaftsschutzgebiet Parforceheide des Ministeriums für Umwelt, Naturschutz und Raumordnung vom 12. November 1997 zuletzt geändert durch die Elfte Verordnung zur Änderung der Verordnung über das Landschaftsschutzgebiet Potsdamer Wald- und Havelseengebiet des Ministeriums für Umwelt, Gesundheit und Verbraucherschutz vom 29. August 2013 791-8ai |
|                                                                                            | Park- und Wiesenlandschaft Schorbus | 277              | 323630    | Standort    | Spree-Neiße                                                                 | 1. Mai 1968                                   | Beschluss Nr. 03-2/68 des Rates des Bezirkes Cottbus vom 24. April 1968 |
|                                                                                            | Pastling-See | 80               | 323649    | Standort    | Spree-Neiße                                                                 | 1. Mai 1968                                   | Beschluss Nr. 03-2/68 des Rates des Bezirkes Cottbus vom 24. April 1968 |
|                                                                                            | Pechpfuhl bei Siethen | 14               | 323654    | Standort    | Teltow-Fläming                                                              | 14. März 1958                                 | Beschluss Nr. 29 des Rates des Bezirkes Potsdam vom 14. März 1958 |
| weitere Bilder                                                                             | Peitzer Teichlandschaft mit Hammergraben | 1519             | 20850     | Standort    | Cottbus, Spree-Neiße                                                        | 28. Juni 2007                                 | Verordnung über das Landschaftsschutzgebiet Peiter Teichlandschaft mit Hammergraben vom 28. Juni 2007 791-8bl |
|                                                                                            | Pinnower See | 408              | 323676    | Standort    | Spree-Neiße                                                                 | 1. Mai 1968                                   | Beschluss Nr. 03-2/68 des Rates des Bezirkes Cottbus vom 24. April 1968 |
| Landschaftsschutzgebiet Potsdamer Wald- und Havelseengebiet                                | Potsdamer Havelseengebiet und Potsdamer Wald- und Havelseengebiet ehemals zwei Gebiete: Potsdamer Havelseengebiet und Potsdamer Wald- und Havelseengebiet | 19402            | 555596015 | Standort    | Potsdam, Potsdam-Mittelmark                                                 | 1. August 1966 9. Juni 1998 6. September 2013 | Beschluss Nr. 149-14/66 des Rates des Bezirkes Potsdam vom 20. Juli 1966 791-8az Verordnung über das Landschaftsschutzgebiet Potsdamer Wald- und Havelseengebiet des Ministeriums für Umwelt, Naturschutz und Raumordnung vom 22. Mai 1998 zuletzt geändert durch die Elfte Verordnung zur Änderung der Verordnung über das Landschaftsschutzgebiet Potsdamer Wald- und Havelseengebiet des Ministeriums für Umwelt, Gesundheit und Verbraucherschutz vom 29. August 2013 791-8aq |
| Landschaftsschutzgebiet Reptener Mühlenfließ                                               | Reptener Mühlenfließ | 283              | 323816    | Standort    | Oberspreewald-Lausitz                                                       | 1. Mai 1968                                   | Beschluss Nr. 03-2/68 des Rates des Bezirkes Cottbus vom 24. April 1968 |
|                                                                                            | Rochau - Kolpiener Heide | 6069             | 323909    | Standort    | Dahme-Spreewald, Teltow-Fläming                                             | 18. September 1997                            | Verordnung über das Landschaftsschutzgebiet Rochau–Kolpiener Heide des Ministeriums für Umwelt, Naturschutz und Raumordnung vom 7. August 1997 791-8af |
|                                                                                            | Rückersdorf-Drößiger Heidelandschaft | 3202             | 324000    | Standort    | Elbe-Elster                                                                 | 21. Mai 1996                                  | Verordnung über das Landschaftsschutzgebiet Rückersdorf–Drößiger Heidelandschaft des Ministeriums für Umwelt, Naturschutz und Raumordnung vom 29. April 1996 791-8aa |
| weitere Bilder                                                                             | Ruppiner Wald- und Seengebiet | 48175            | 324045    | Standort    | Oberhavel, Ostprignitz-Ruppin                                               | 18. März 2003 17. Januar 2013                 | Verordnung über das Landschaftsschutzgebiet Ruppiner Wald- und Seengebiet des Ministeriums für Landwirtschaft, Umweltschutz und Raumordnung Brandenburg vom 10. Dezember 2002 zuletzt geändert durch die Dritte Verordnung zur Änderung der Verordnung über das Landschaftsschutzgebiet Ruppiner Wald- und Seengebiet des Ministeriums für Umwelt, Gesundheit und Verbraucherschutz vom 14. Januar 2013 791-8bg |
| Kühe auf einer nebligen Koppel im Scharmützelseegebiet                                     | Scharmützelseegebiet | 12411            | 20868     | Standort    | Oder-Spree                                                                  | 14. August 2002                               | Verordnung über das Landschaftsschutzgebiet Scharmützelseegebiet des Ministeriums für Landwirtschaft, Umweltschutz und Raumordnung Brandenburg vom 11. Juni 2002 791-8be |
| LSG Schlagsdorfer Waldhöhen                                                                | Schlagsdorfer Waldhöhen | 114              | 324156    | Standort    | Spree-Neiße                                                                 | 1. Mai 1968                                   | Beschluss Nr. 03-2/68 des Rates des Bezirkes Cottbus vom 24. April 1968 |
| LSG Schlaubetal, Langesee                                                                  | Schlaubetal | 6419             | 9341      | Standort    | Oder-Spree                                                                  | 12. Januar 1965                               | Beschluss Nr. 7-1/65 des Rates des Bezirkes Frankfurt (Oder) vom 12. Januar 1965 |
|                                                                                            | Schmerzker Busch | 95               | 324221    | Standort    | Brandenburg an der Havel                                                    | 19. Oktober 1972                              | Beschluss Nr. 18/72 des Bezirkstages Potsdam vom 19. Oktober 1972 |
|                                                                                            | Schwielochsee | 3805             | 20870     | Standort    | Dahme-Spreewald, Oder-Spree                                                 | 12. Januar 1965                               | Beschluss Nr. 7-1/65 des Rates des Bezirkes Frankfurt (Oder) vom 12. Januar 1965 |
| LSG Platkower Mühlenfließes / Heidelandschaft Worin                                        | Seenkette des Platkower Mühlenfließes / Heidelandschaft Worin                                                                                             | 6127             | 324525    | Standort    | Märkisch-Oderland                                                           | 2. November 1992                              | Rechtsverordnung zur Ausweisung des Landschaftsschutzgebietes Seenkette des Platkower Mühlenfließes (Falkenhagen, Lietzen, Diedersdorf, Gusow, Platkow)/Heidelandschaft Worin des Landkreises Seelow vom 21. Oktober 1992 |
|                                                                                            | Slamer Heide | 303              | 324586    | Standort    | Spree-Neiße                                                                 | 1. Mai 1968                                   | Beschluss Nr. 03-2/68 des Rates des Bezirkes Cottbus vom 24. April 1968 |
|                                                                                            | Sonnenwalde und Lugkteich | 959              | 324696    | Standort    | Elbe-Elster                                                                 | 1. Mai 1968                                   | Beschluss Nr. 03-2/68 des Rates des Bezirkes Cottbus vom 24. April 1968 |
| weitere Bilder                                                                             | Spreeaue Cottbus-Nord | 596              | 324734    | Standort    | Cottbus                                                                     | 1. Mai 1968                                   | Beschluss Nr. 03-2/68 des Rates des Bezirkes Cottbus vom 24. April 1968 |
|                                                                                            | Spreeaue südlich Cottbus | 758              | 324735    | Standort    | Cottbus, Spree-Neiße                                                        | 1. Mai 1968                                   | Beschluss Nr. 03-2/68 des Rates des Bezirkes Cottbus vom 24. April 1968 |
|                                                                                            | Staubeckenlandschaft Bräsinchen - Spremberg | 2880             | 20879     | Standort    | Spree-Neiße                                                                 | 1. Mai 1968                                   | Beschluss Nr. 03-2/68 des Rates des Bezirkes Cottbus vom 24. April 1968 |
|                                                                                            | Steinitz-Geisendorfer Endmoränenlandschaft | 1431             | 324824    | Standort    | Oberspreewald-Lausitz, Spree-Neiße                                          | 27. August 2002                               | Verordnung über das Landschaftsschutzgebiet Steinitz-Geisendorfer Endmöränenlandschaft des Ministeriums für Landwirtschaft, Umweltschutz und Raumordnung Brandenburg vom 6. Mai 2002 791-8bf |
| weitere Bilder                                                                             | Stolpe | 2783             | 324870    | Standort    | Oberhavel                                                                   | 20. Februar 1998                              | Verordnung über das Landschaftsschutzgebiet Stolpe des Ministeriums für Umwelt, Naturschutz und Raumordnung vom 6. Januar 1998 791-8aj |
| weitere Bilder                                                                             | Strausberger Sander-, Os- und Barnimhanglandschaft | 2087             | 390380    | Standort    | Märkisch-Oderland                                                           | 1. Oktober 2005                               | Rechtsverordnung über die Erklärung von Landschaftsteilen zum Landschaftsschutzgebiet Strausberger Sander-, Os- und Barnimhang-Landschaft sowie zu den Naturschutzgebieten Herrensee, Lange-Damm-Wiesen und Barnim-Hänge und Zimmersee des Landkreises Märkisch-Oderland vom 13. September 2005 |
|                                                                                            | Strausberger und Blumenthaler Wald- und Seengebiet | 4236             | 20882     | Standort    | Märkisch-Oderland                                                           | 12. Januar 1965                               | Beschluss Nr. 7-1/65 des Rates des Bezirkes Frankfurt (Oder) vom 12. Januar 1965 |
|                                                                                            | Südostniederbarnimer Weiherketten | 976              | 329209    | Standort    | Märkisch-Oderland                                                           | 14. November 2001                             | Rechtsverordnung über die Erklärung von Landschaftsteilen zum Landschaftsschutzgebiet Südostniederbarnimer Weiherketten des Landkreises Märkisch-Oderland vom 9. November 2001 |
|                                                                                            | Templiner Seenkreuz | 627              | 20892     | Standort    | Uckermark                                                                   | 15. April 1962                                | Beschluss Nr. X-5-10/62 des Rates des Bezirkes Neubrandenburg vom 25. Mai 1962 |
|                                                                                            | Teupitz - Köriser Seengebiet | 4741             | 20893     | Standort    | Dahme-Spreewald, Teltow-Fläming                                             | 19. Oktober 1972                              | Beschluss Nr. 18/72 des Bezirkstages Potsdam vom 19. Oktober 1972 791-8bh+ |
| LSG Trepliner Seen, Booßener und Altzeschdorfer Mühlenfließ                                | Trepliner Seen, Booßener und Altzeschdorfer Mühlenfließ                                                                                                   | 2017             | 325226    | Standort    | Märkisch-Oderland                                                           | 2. November 1992                              | Rechtsverordnung zur Ausweisung des Landschaftsschutzgebietes Trepliner Seen, Booßener und Altzeschdorfer Mühlenfließ im Landkreis Seelow, in den Gemeinden Lebus, Wulkow bei Booßen, Schönfließ, Alt Zeschdorf, Treplin, Döbberin, Niederjesar und Petershagen des Landkreises Seelow vom 21. Oktober 1992 |
|                                                                                            | Unter Uckersee | 3216             | 325306    | Standort    | Uckermark                                                                   | 21. Juli 1992                                 | Verordnung zur Unterschutzstellung des Unter-Uckersees als Landschaftsschutzgebiet des Landkreises Prenzlau vom 21. Juli 1992 |
|                                                                                            | Wald- und Restseengebiet Döbern | 1769             | 20904     | Standort    | Spree-Neiße                                                                 | 1. Mai 1968                                   | Beschluss Nr. 03-2/68 des Rates des Bezirkes Cottbus vom 24. April 1968 |
|                                                                                            | Wald- und Seengebiet zwischen Schwielochsee, Lieberose und Spreewald                                                                                      | 3578             | 325520    | Standort    | Dahme-Spreewald                                                             | 1. Mai 1968                                   | Beschluss Nr. 03-2/68 des Rates des Bezirkes Cottbus vom 24. April 1968 |
|                                                                                            | Waldlandschaft Doberlug-Kirchhain | 3                | 325613    | Standort    | Elbe-Elster                                                                 | 1. Mai 1968                                   | Beschluss Nr. 03-2/68 des Rates des Bezirkes Cottbus vom 24. April 1968 |
| Regenbogensee im LSG Wandlitz–Biesenthal–Prendener Seengebiet                              | Wandlitz–Biesenthal–Prendener Seengebiet | 5591             | 20910     | Standort    | Barnim                                                                      | 12. Januar 1965                               | Beschluss Nr. 7-1/65 des Rates des Bezirks Frankfurt (Oder) vom 12. Januar 1965 |
| Briesetal im LSG Westbarnim                                                                | Westbarnim | 16730            | 325806    | Standort    | Barnim, Oberhavel                                                           | 7. August 1998 29. März 2013                  | Verordnung über das Landschaftsschutzgebiet Westbarnim des Ministeriums für Umwelt, Naturschutz und Raumordnung vom 10. Juli 1998 zuletzt geändert durch die Verordnung zur Änderung der Verordnung über das Landschaftsschutzgebiet Westbarnim des Ministeriums für Umwelt, Gesundheit und Verbraucherschutz vom 26. März 2013 791-8as |
| Marzahner Fenn im LSG Westhavelland                                                        | Westhavelland | 136071           | 325826    | Standort    | Brandenburg an der Havel, Havelland, Ostprignitz-Ruppin, Potsdam-Mittelmark | 29. Mai 1998 15. August 2012                  | Verordnung über das Landschaftsschutzgebiet Westhavelland des Ministeriums für Umwelt, Naturschutz und Raumordnung vom 29. April 1998 zuletzt geändert durch die Achte Verordnung zur Änderung der Verordnung über das Landschaftsschutzgebiet Westhavelland des Ministeriums für Umwelt, Gesundheit und Verbraucherschutz vom 30. Juli 2012 791-8ap |
|                                                                                            | Wiesen- und Ackerlandschaft Ströbitz/Kolkwitz | 256              | 325871    | Standort    | Cottbus, Spree-Neiße                                                        | 1. Mai 1968                                   | Beschluss Nr. 03-2/68 des Rates des Bezirkes Cottbus vom 24. April 1968 |
|                                                                                            | Wiesen- und Teichgebiet Eulo und Jamno | 1428             | 325872    | Standort    | Spree-Neiße                                                                 | 1. Mai 1968                                   | Beschluss Nr. 03-2/68 des Rates des Bezirkes Cottbus vom 24. April 1968 791-8bb+ |
|                                                                                            | Wiesen- und Teichlandschaft Kolkwitz/Hänchen | 2013             | 325873    | Standort    | Cottbus, Spree-Neiße                                                        | 1. Mai 1968                                   | Beschluss Nr. 03-2/68 des Rates des Bezirkes Cottbus vom 24. April 1968 |

Anmerkungen
1. ↑  Die Koordinaten entsprechen dem Mittelpunkt eines Rechtecks, das die Grenzen des Landschaftsschutzgebietes einrahmt. Aufgrund der Form eines Areals können sie auch außerhalb des eigentlichen Gebietes liegen. Die Tabellenspalte WDPA-ID gibt die genauen Grenzen an.
2. ↑  Das Bundesamt für Naturschutz hat dieses Gebiet in seinem Kartenwerk nicht verzeichnet, es könnte das Gebiet Weinberg/Golmerberg gemeint sein.
3. ↑  Das Bundesamt für Naturschutz fasst beide Gebiete zusammen
4. ↑  Verordnung über das Landschaftsschutzgebiet Potsdamer Wald- und Havelseengebiet